# Слов'янофільство
Слов'янофі́льство — ідеологічна підтечія російського націоналізму в Росії, що зародилася у 1840 — 1870 роки. Слов'янофільська ідеологія протиставляла себе ідеології «західників», тобто прихильників російській орієнтації на Західну Європу. Слов'янофіли відстоювали утворення російського панславізму, ідеалізувала все російське, як от фофуддю, артіль тощо, возвеличували минувшину й суспільний лад Московії допетровської доби. Ключовим постулатом слов'янофілів було протиставлення Росії Заходові, зокрема російське православне християнство - західному католицькому християнству, московські звичаї — європейським звичаям.
Російську історію прихильники слов'янофільства поділяли на допетровську та петровську епохи, зокрема, засуджували царя Петра I за розрив «етичного зв'язку» з народом, підпорядкування Церкви державі та відміну інституту патріаршества, відмову від самобутніх засад російської культури та суспільного устрою, запозичення суспільних і культурних інститутів Заходу тощо.
Російські слов'янофіли (Олексій Хом'яков, Іван Кірєєвський, Петро Кірєєвський, Іван Аксаков, Констянтин Аксаков, Юрій Самарін, Іван Бєляєв та інші) виступали за скасування кріпацтва та обороняли деякі демократичні свободи, але були прихильниками державного і національного централізму в Російській імперії. Вважали, що Росія повинна стати на чолі й керувати всіма слов'янськими народами, і були проти позитивного вирішення українського питання (себто питання незалежності України) та польського питання (себто питання незалежності Польщі).
Російське слов'янофільство не мало якогось істотного впливу серед українських письменників тієї доби, окрім можливо Михайла Максимовича та Осипа Бодянського, що жили та працювали в Москві й деякі етнографічно-історичні праці яких віддзеркалювали певні ідеологічні погляди слов'янофільства. Намагання братів Аксакових притягнути до співпраці з слов'янофілами провідних українських інтелектуалів того часу, як Тараса Шевченка, Миколу Костомарова чи Панька Куліша, не мали успіху.

## Історія

### Розвиток слов'янофільства в Росії
У 1840-1850-х роках в російській суспільній і філософській думці з'явилися два напрями — слов'янофіли, які стали говорити про «особливий шлях Росії» і «західники», які наполягали на необхідності для Росії йти шляхом західної цивілізації, особливо в області суспільного устрою, цивільного життя, культури.
Вперше слово «слов'янофіл» використовував в іронічному смислі для позначення певного суспільного типу поет Костянтин Батюшков. Термін «західництво» вперше зустрічається в російській культурі в 1840-х роках, зокрема, в «Спогадах» Івана Панаєва. Він став часто вживатися після розриву Аксакова з Бєлінським у 1840.
Біля витоків слов'янофільства стояв архімандрит Гавриїл (Василь Воскресенський). Його «Російська філософія», що вийшла в 1840 у Казані, стала свого роду барометром зароджуваного слов'янофільства.
Погляди слов'янофілів склалися в ідейних суперечках, що загострилися після надрукування «Філософського листа» Чаадаєва. Слов'янофіли виступали з обґрунтуванням самобутнього шляху історичного розвитку Росії, принципово відмінного від шляху західноєвропейського. Самобутність Росії, на думку слов'янофілів, у відсутності в її історії класової боротьби, в російській поземельній громаді і артілях, у православ'ї як єдино істинному християнстві.
Головну роль у виробленні поглядів слов'янофілів зіграли літератори, поети і вчені Хомяков, Кирієвський, Аксаков, Самарін. Видними слов'янофілами були Кошелєв, Валуєв, Чижов, Бєляєв, Гільфердінг, Ламанський, Черкаський. Близькими до слов'янофілами у суспільно-ідейних позиціях були письменники Даль, Островський, Григор'єв, Тютчев, Язиков. Значний внесок у погляди слов'янофілів внесли історики й мовознавці Ф. Буслаєв, Бодянський, Григорович.
Осередком слов'янофілів у 1840-х була Москва, літературні салони Єлагіна, Свербєєвих, Павлових, де слов'янофіли спілкувалися і вели суперечки з західниками. Твори слов'янофілів піддавалися цензурним утискам, деякі з слов'янофілів перебували під наглядом поліції, піддавалися арештам. Через цензурні перепони слов'янофіли довгий час не мали постійного друкованого органу, друкувалися переважно в журналі «Москвитянин». Після деякого пом'якшення цензури в кінці 1850-х вони видавали журнал «Русская беседа», «Сельское благоустройство» та газети «Молва» і «Парус».
З питання про шляхи історичного розвитку Росії слов'янофіли виступали, на противагу західникам, проти засвоєння Росією форм західноєвропейського політичного життя. У той же час вони вважали за необхідне розвиток торгівлі і промисловості, акціонерної і банківської справи, будівництва залізниць і застосування машин у сільському господарстві. Слов'янофіли виступали за скасування кріпацтва «зверху» з наданням селянським громадам земельних наділів.
Філософські погляди слов'янофілів розроблялися головним чином Хомяковим, Кирієвським, а пізніше Самаріним і являли собою своєрідне релігійно-філософське вчення. Істинна віра, що прийшла на Русь зі східної церкви, обумовлює, на думку слов'янофілів, особливу історичну місію російського народу. Початок «соборності» (вільної спільності), що характеризує життя східної церкви, вбачалося слов'янофілами в російській суспільстві. Православ'я та традиція общинного укладу сформували глибинні основи російської душі.
Ідеалізуючи патріархальність і принципи традиціоналізму, слов'янофіли розуміли народ у дусі консервативного романтизму. У той же час слов'янофіли закликали інтелігенцію до зближення з народом, до вивчення його життя і побуту, культури та мови. Ідеї слов'янофілів своєрідно переломилися у релігійно-філософських концепціях кінця XIX — початку XX століття (Соловйов, Бердяєв, Булгаков, Карсавін, Флоренський та ін.).

### Вплив слов'янофільської ідеологію на українських інтелектуалів
Слов'янофільство справило неоднозначний вплив на українську історичну та суспільно-політичну думку. З-поміж українських учених та діячів у річищі ідей раннього С. 1830-х рр. перебував М.Максимович, який активно полемізував із М.Погодіним. Певні ідеї С. поділяв М.Костомаров, хоч і не вважав себе ані прибічником західництва, ані послідовником С. Водночас моск. слов'янофіли вельми негативно поставилися до кирило-мефодіївських братчиків. Історичні студії М.Костомарова в 1860-х рр. різко засуджували й критикували «почвенники», зокрема за його «ідіосинкразію до Москви». Заразом помітний вплив ідеї С., приміром візія К.Аксакова про роль общини в історії Русі, справили на формування історичних та суспільно-політичних поглядів раннього В.Антоновича, зокрема його славнозвісного «культу» громади. Натомість із гострою критикою послідовників С. виступали П.Куліш та М.Драгоманов.